# Bahnbetriebswerk Neustrelitz
Das Bahnbetriebswerk Neustrelitz (kurz Bw Neustrelitz, ab dem 30. November 1983 ergänzt um den Ehrennamen Erwin Kramer), zwischen 1994 und 2003 als Betriebshof Neustrelitz (kurz Bh Neustrelitz) bezeichnet, diente der Wartung, Reparatur und Bereithaltung von Lokomotiven und Triebwagen, die in Neustrelitz stationiert waren oder dort im Umkreis verkehrten. Es ging 1877 in Form einer kleinen Lokremise in Betrieb und entwickelte sich nach dem Zweiten Weltkrieg mit rund 1.400 Beschäftigten zur größten Dienststelle im Zuständigkeitsbereich der Reichsbahndirektion Greifswald. In den 1990er Jahren trat ein Niedergang ein, der sich bis zum Eigentümerwechsel 2003 fortsetzte. Mittlerweile betreibt die ENON in der als Ostmecklenburgische Bahnwerke bezeichneten Werkstätte die Instandhaltung von Schienenfahrzeugen.

## Geschichte
Mit Eröffnung der Bahnstrecke von Berlin nach Neubrandenburg errichtete die Berliner Nord-Eisenbahn-Gesellschaft 1877 in Neustrelitz einen kleinen Lokschuppen sowie Behandlungsanlagen für die dort verkehrenden Dampflokomotiven. Im Jahre 1890 erhielt das Werk dann einen zweiten Lokschuppen.
Nach der Verstaatlichung der privaten Eisenbahngesellschaft erfolgte 1892 die Erweiterung des ersten Lokschuppens und am 1. April 1904 wurde aus der bisherigen Lokstation eine Betriebswerkstätte. Dennoch war der Standort bis in die 1930er Jahre nur von geringer Bedeutung und zählte zu den kleineren Dienststellen im Bereich der Reichsbahndirektion Stettin (ab 1945 bis 1990 Reichsbahndirektion Greifswald). Die Wichtigkeit des Bw Neustrelitz erhöhte sich erst, als 1941 die Hauptwerkstatt der verstaatlichten Mecklenburgischen-Friedrich-Wilhelm-Eisenbahn angegliedert wurde und nach dem Zweiten Weltkrieg der Güterverkehr auf der Strecke Berlin–Neubrandenburg–Stralsund erheblich zunahm. Mit der Umwandlung der beiden nahegelegenen Bahnbetriebswerke Waren/Müritz (1969) und Templin (1972) in Einsatzstellen nahm die Bedeutung des Bw Neustrelitz weiter zu.
Die gestiegene Zahl von Aufgaben konnte von den bestehenden Anlagen nicht mehr bewältigt werden und so entschied sich die Deutsche Reichsbahn für den Neubau einer Werkstatthalle nördlich des Ringlokschuppens mit 12 Gleisen und einer vorgelagerten Schiebebühne. Die Kosten hierfür beliefen sich auf 65 Millionen Mark. Nachdem am 5. Oktober 1973 die feierliche Eröffnung begangen wurde, konnten nun in Neustrelitz auch Zwischen- und Bedarfsausbesserungen an beschädigten Diesellokomotiven ausgeführt werden.
Mit Elektrifizierung der Bahnstrecken von Berlin nach Rostock und Stralsund zu Beginn der 1990er Jahre erlitt das Bw Neustrelitz einen erheblichen Bedeutungsverlust. 1994 erfolgte mit Gründung der Deutschen Bahn AG die Umwandlung in einen Betriebshof und anschließend 1999 die Zuordnung an die DB Regio AG als Zweigniederlassung. Im Jahr 2000 wurde die baldige Schließung des Werkes von der DB Regio AG beschlossen.
Zum 1. Februar 2003 übernahm die Ostmecklenburgische Bahnwerk GmbH die Anlagen von der DB Regio AG. Später kam das als Bahnwerk Neustrelitz bezeichnete Bahnbetriebswerk zum Netinera-Konzern und dient weiterhin als Werkstatt für Schienenfahrzeuge.
2020 wurde die damalige NETINERA Werke GmbH zu 51 % durch die BTH Beteiligungsgesellschaft, einem Teil der ENON-Gruppe übernommen. Seit dem März 2020 firmiert das Werk wieder unter dem alten Namen Ostmecklenburgische Bahnwerk GmbH. Die BTH ist seit 2022 alleiniger Eigentümer der Gesellschaft.

## Lokomotivbestand
Am 4. November 1945 wurde der nachfolgende Lokomotivbestand erfasst:
- Baureihe 24: 1 Stück
- Baureihe 3810–40: 9 Stück
- Baureihe 50: 4 Stück
- Baureihe 52: 11 Stück
- Baureihe 54.2–3: 1 Stück
- Baureihe 5525–56: 4 Stück
- Baureihe 5710–35: 1 Stück
- Baureihe 5823–27: 3 Stück
- Baureihe 740–3: 1 Stück
- Baureihe 744–13: 2 Stück
- Baureihe 86: 4 Stück
- Baureihe 925–10: 3 Stück
- Baureihe 930–4: 8 Stück
- Baureihe 931–6: 1 Stück

Nach der Typenbereinigung in den frühen 1950er Jahren wurde 1955 die Baureihe 5620–29 durch die Baureihe 52 ersetzt. 1960 waren überwiegend Lokomotiven der Baureihen 41 und 5040 in Neustrelitz beheimatet. Der Traktionswandel begann mit Aufnahme der V 1520 und V 6010 im Jahre 1962. Zwei Jahre später kam die Baureihe V 180 hinzu und läutete so das Ende der Dampflokomotiven im Bw Neustrelitz ein. 1968 war der Traktionswandel schließlich vollständig abgeschlossen und Neustrelitz war das erste Bw der Reichsbahndirektion Greifswald, das dampffrei war.
Die neu hinzugekommene Einsatzstelle Waren/Müritz beheimatete die Baureihen 110/112 und 118. In Templin dagegen waren die Baureihen 105 und 1062–9, 1060–1 und 171/172 stationiert. In das Bw Neustrelitz kamen zu dieser Zeit ebenfalls Lokomotiven der Baureihen 110/112 sowie 118, später auch die beiden Baureihen 130 und 132.

## Einsatzstellen
Zwischen 1954 und 1993 gehörten die Einsatzstellen Löwenberg, Rheinsberg (beide ab 1954), Gransee (ab 1967), Waren/Müritz (1969) und Templin (1972) zum Bw Neustrelitz. Löwenberg und Rheinsberg gingen 1967 an das Bw Templin. Die Einsatzstelle Gransee wurde 1970 zu einer Personal-Einsatzstelle umgewandelt. Templin und Waren/Müritz blieben nach der Umwandlung des Bahnbetriebswerkes am 1. Januar 1994 beim Betriebshof Neustrelitz und wurden einige Jahre später geschlossen.